# Humphrey Spender
Humphrey Spender (Londres, 19 d'abril de 1910 - Ulting, 11 de març de 2005) va ser un fotògraf, pintor i dissenyador britànic, especialment famós per les seves fotografies de persones de la classe popular britànica en els anys de la Gran Depressió econòmica.

## Biografia i carrera professional
Tercer fill de l'escriptor i periodista liberal Harold Spender (qui, al costat d'Arnold Toynbee va fundar el Boy's Club) i de Violet Schuster, filla d'alemanys emigrats al Regne Unit a la dècada de 1870. Els germans de Humphrey van ser Christine, el poeta Stephen Spender i el científic i explorador Michael Spender. Va ser Michael qui va ensenyar a Humphrey, de nen, a fer fotografies i qui li va regalar una Leica quan va celebrar nou anys. Humphrey va estudiar a la Gresham's School i després va marxar a Alemanya per estudiar la llengua alemanya. Es va allotjar a casa de la seva àvia materna, Hilda Weber Schuster, i va cursar un any d'història de l'art a la Universitat de Friburg. A Alemanya va coincidir amb el seu germà Stephen i altres figures literàries, com Christopher Isherwood. Durant aquest període es va entusiasmar amb les avantguardes artístiques europees, especialment les referides a la fotografia i el cinema.
A Londres, es va matricular a l'Architectural Association School of Architecture, on va arribar a graduar-se. El seu escàs interès professional per l'arquitectura va fer que aviat es dediqués plenament a la fotografia. Va obrir un estudi fotogràfic en el Strand londinenc al costat del seu amant Bill Edmiston, i aviat va adquirir prestigi com a fotògraf comercial pels seus anuncis publicats en revistes com Harper's Bazaar. A mitjan dècada de 1930 va col·laborar amb el Daily Mirror amb el pseudònim de Lensman.
Spender va participar en el moviment Mass-Observation entre 1937 i 1940 i va realitzar per a ell fotografies de la vida quotidiana de la classe obrera. Els seus temes van ser variats: política, eleccions, religió, escenes de carrer, industrials, paisatges, mercats, esports, dies de festa a Blackpool. Va participar en aquest projecte amb l'artista Graham Bell. Al final de la seva col·laboració amb Mass-Observation també va començar a col·laborar amb la revista il·lustrada Picture Post. De l'obra d'aquests anys, es van fer especialment famosa la sèrie de fotografies que va titular Worktown Study (Worktown va ser el nom que els membres de Mass-Observation van donar a la ciutat de Bolton).
Durant la segona guerra mundial Spender va servir durant un temps breu a Royal Army Service Corps, cos de l'exèrcit encarregat de la intendència. Posteriorment va ser nomenat fotògraf oficial de guerra. També va fer tasques de reconeixement i elaboració de mapes.
A partir de 1955 va abandonar la fotografia i es va dedicar a la pintura i disseny de tèxtils. Va ser professor al Royal College of Art a partir de 1953 i fins a 1975, quan es va jubilar.
El 1968 va encarregar el disseny de la seva casa i estudi a Essex al jove arquitecte Richard Rogers, que va construir un cub de cristall.

## Matrimonis i vida sentimental
Spender es va casar i va enviduar tres vegades: amb Margaret Low (a la qual familiarment anomenava Lolly, amb la qual va adoptar un fill, morta el 1945); amb Pauline Wynn (amb la qual va tenir un fill, morta el 2003) i amb la fotògrafa Rachel Hewitt, gairebé mig segle més jove que ell.
Spender advertia a les seves dones, abans de casar-se, de la seva condició de bisexual. Al llarg de la seva vida va mantenir nombroses relacions sexuals tant amb homes com amb dones (entre les seves conquestes es trobaven el ballarí Frederick Ashton o la dona de l'actor Paul Robeson, per exemple).